# Kósa István (szociológus)
Kósa István (Sepsiszentgyörgy, 1970. április 27. –) erdélyi szociológus, egyetemi oktató, dékán.

## Életpályája
1996-ban végzett a kolozsvári Babeş–Bolyai Tudományegyetem Történelem-Filozófia Karának, filozófia szakán. 1996–1997 között a sepsiszentgyörgyi Székely Mikó Kollégium oktatója volt. 1997–2005 között a sepsiszentgyörgyi Kós Károly Iskolaközpont pedagógusa volt. 2002-ben doktorált a debreceni Kossuth Lajos Tudományegyetemen. 2002–2004 között a Babeș-Bolyai Tudományegyetem Sepsiszentgyörgyi Kihelyezett Tagozatának óraadó egyetemi adjunktusa volt. 2004 óta a Magyar Filozófiai Társaság tagja. 2005–2007 között a csíkszeredai Sapientia Erdélyi Magyar Tudományegyetem egyetemi adjunktusa, 2007 óta egyetemi docense. 2005–2009 között a kommunikáció szakos hallgatóknak tömegkommunikációt oktatott. 
2006–2007 között tanszékvezető-helyettes, 2007–2011 között dékánhelyettes volt. 2007 óta a Magyar Tudományos Akadémia külső köztestületi tagja. 2008–2014 között a Kolozsvári Akadémiai Bizottság Alkalmazott Társadalomtudományi Bizottságának tagja. 2010-ben a Bukaresti Egyetem Szociológia- és Szociális Munkás szakán magiszteri képesítést szerzett. 2010-től az Erdélyi Magyar Filozófiai Társaság tagja. 2011 a Sapientia EMTE Műszaki és Társadalomtudományi Karán működő Médiakutató Csoport vezetője. 2011–2012 között a szociológia szakos hallgatóknak társadalom-statisztikát tanított. 2012 óta a Romániai Szociológusok Társasága Szociálpszichológia Munkacsoportjának tagja. 2015–2017 között az Erdélyi Múzeum-Egyesület tagja volt.

## Művei
- Gondolkodás és szolidaritás (Kolozsvári Egyetemi Kiadó, 2007)
- Szociológiaelmélet (Státus Kiadó, Csíkszereda, 2007)